# بن دیلی
بن دیلی (انگلیسی: Ben Dilley؛ زادهٔ ۱۸ سپتامبر ۱۹۹۱ ‏(۳۳ سال)) دوچرخه‌سوار اهل ایالات متحده آمریکا است.
از باشگاه‌هایی که در آن بازی کرده‌است می‌توان به تیم دوچرخه‌سواری نووو نوردیسک اشاره کرد.